# Eva-Maria Berg
Eva-Maria Berg (* 1949 in Düsseldorf) ist eine deutsche Schriftstellerin und Lyrikerin.

## Werdegang
Berg studierte Germanistik und Romanistik in Freiburg.
Seit 1979 schreibt und veröffentlicht sie Lyrik, Prosa, Essays und Rezensionen. Ihre Beiträge, u. a. deutsch-französisch, erscheinen in Anthologien, Kunst- und Literaturzeitschriften, Ausstellungskatalogen und Zeitungen. Zudem arbeitet sie redaktionell an der Lyrikzeitschrift Recours au Poème mit. Insbesondere im deutsch-französischen Raum wirkt sie immer wieder grenzüberschreitend bei Projekten, Übersetzungen und Veranstaltungen mit.
Eva-Maria Berg ist Mitglied im Verband deutscher Schriftsteller e.V., im Literatur Forum Südwest e.V., in der Gesellschaft für zeitgenössische Lyrik e.V., in Die Kogge Europäische Autorenvereinigung e.V. und im Deutsch-Schweizer P.E.N.-Zentrum sowie redaktionelle Mitarbeiterin bei Les Carnets d´Eucharis, Levure Littéraire und Recours au Poème.
Berg lebt in Waldkirch bei Freiburg.

## Werke
- Atemnot, Erzählungen, Zeichnungen: Klaus Hietkamp, Verlag Karl Pförtner Weißenburg 1982
- Zwölf Gedichte, Lithographien: Barbara Müller-Wiesinger, Verlag Karl Pförtner, Weißenburg 1982
- Probe Alarm - Absagen an den Krieg, Gedichte und Erzählungen, Dreisam Verlag, Freiburg 1984
- Zimmer Flucht, Gedichte und Texte, Serigraphien: Barbara Mueller-Wiesinger, Verlag Wolf Mersch, Freiburg 1984
- Die doppelte Herkunft, Kurzprosa, Waldkircher Verlag, Waldkirch 1993
- Klopfzeichen bilde ich mir ein, Gedichte, Waldkircher Verlag, Waldkirch 1993
- Im Netz mit den anderen, Gedichte, Titelbild und Zeichnungen: Daniel Fillod, Trescher Verlag Edition Fürsatz, Berlin 1998
- Aus dem Rahmen fällt die Uhr, Gedichte, orte-Verlag, Zelg/Zürich 2001
- Die tägliche Abwesenheit / L´absence quotidienne, Gedichte deutsch-französisch, Collagen: Jean-Christophe Molinéris, Trescher Verlag Edition Fürsatz, Berlin 2002
- Kontakt Aufnahme, Gedichte, Zeichnungen: Anja Kniebühler, drey Verlag, Gutach 2005
- Ins Leben der Räume, Gedichte, drey Verlag, Gutach 2006
- Menschen Enge, Gedichte, drey Verlag, Gutach 2009
- Noch eine Maske - Dichter Porträts / Un masque de plus - Portraits de poètes, Gedichte deutsch-französisch-spanisch mit Max Alhau, Serigraphien: Eva Largo, Les Editions Transignum, Paris 2011
- Flux, Gedichte deutsch-französisch-englisch, Fotos: Sylvie Pesnel, Editions Transignum Paris, 2011
- Am Fundort / Sur le lieu de la découverte, Gedichte deutsch-französisch, Les Editions Transignum, Paris 2011
- Kulissenwand / Cloison à coulisse, Gedichte deutsch-französisch, Serigraphien: Eva Largo, Editions de la Lune bleue, Paris 2012
- Die Skizzen der Augen / L´esquisse des yeux, Gedichte deutsch-französisch, Illustrationen: Eva Largo, livre pauvre, Edition Gallimard, Paris 2012
- Envol / Aufbruch, Gedichte deutsch-französisch, Photographien: Sylvie Pesnel, Les Editions Transignum, Paris 2013
- so fern das ufer / si loin le rivage / tan lejos la orilla, Gedichte deutsch-französisch-spanisch, Gravuren: Olga Verme-Mignot, Les Editions Transignum, Paris 2014
- farbwechsel / changement de couleur, Gedichte deutsch-französisch: Rhombes édition, Strasbourg 2014
- das gedächtnis der kiemen / la mémoire des branchies, Gedichte deutsch-französisch: Les Editions Erès Collection PO&PSY, Toulouse 2015
- auf offener strecke, Gedichte, Bildbeiträge: Carla van der Werf: orte-Verlag, Schwellbrunn, Schweiz 2016
- debout / aufrecht / de pie, Gedichte deutsch-französisch-spanisch, Gravuren: Olga Verme-Mignot: Les Éditions Largo, Paris 2016
- Kleine Rhein-Suite / Petite Suite rhénane, Gedichte deutsch-französisch mit Muriel Stuckel, Radierungen – Eaux-fortes: Liliane Ève Brendel, Editions Philonar, Bourgogne 2016
- Le voyage immobile / Die regungslose Reise, Gedichte und Essays französisch-deutsch mit Alain Fabre-Catalan, Zeichnungen: Jean-Marie Cartereau, Editions du Petit Véhicule, Nantes 2017

### In Anthologien und Literaturzeitschriften (Auswahl)
- Ralph Grüneberger (Hg.)/Gesellschaft für zeitgenössische Lyrik: Poesiealbum neu, Ausgaben 02/2008, 02/2009, 02/2010, 01/2012, 02/2012, 02/2013, 01/2014, 02/2015, 02/2017.